# Luc Frank
Luc Frank (ur. 29 kwietnia 1972 w Moresnet) – belgijski polityk i prawnik z wspólnoty niemieckojęzycznej Belgii, poseł do parlamentu regionalnego, przewodniczący Partii Chrześcijańsko-Społecznej.

## Życiorys
Ukończył studia prawnicze na francuskojęzycznym katolickim Université catholique de Louvain, uzyskał uprawnienia notarialne. W latach 1995–1998 pracował jako asystent eurodeputowanego Mathieu Groscha. W 2008 został doradcą Melchiora Watheleta, sekretarza stanu w rządzie federalnym.
Od 2001 wybierany do rady miejskiej w Kelmis, w latach 2006–2012 był pierwszym zastępcą burmistrza tej miejscowości. W 2009 i 2014 uzyskiwał mandat posła do parlamentu wspólnoty niemieckojęzycznej. W 2010 objął funkcję przewodniczącego Partii Chrześcijańsko-Społecznej (pełnił ją do 2015). Po wyborach lokalnych w 2018 został burmistrzem miejscowości Kelmis. W 2024 został wybrany w skład Izby Reprezentantów.